# Lijst van Alarmschijven in 1994
Deze hits waren in 1994 Alarmschijf op Radio 538:
| Nr.  | Datum        | Artiest                             | Titel                           | Hoogste positie in Top 40 |
| ---- | ------------ | ----------------------------------- | ------------------------------- | ------------------------- |
| -    | 1 januari    | geen Alarmschijf                    | geen Alarmschijf                | geen Alarmschijf          |
| 1243 | 8 januari    | Bryan Adams, Rod Stewart & Sting    | All For Love                    | 3                         |
| 1244 | 15 januari   | Chaka Demus & Pliers                | Twist and Shout                 | 6                         |
| 1245 | 22 januari   | Lisa Lisa                           | Skip to My Lu                   | 24                        |
| 1246 | 29 januari   | Melodie MC                          | I Wanna Dance                   | 8                         |
| 1247 | 5 februari   | 2 Unlimited                         | Let the Beat Control Your Body  | 2                         |
| 1248 | 12 februari  | Toni Braxton                        | Breathe Again                   | 5                         |
| 1249 | 19 februari  | Cappella                            | Move on Baby                    | 1(2wk)                    |
| 1250 | 26 februari  | Dr. Alban                           | Look Who's Talking              | 4                         |
| 1251 | 5 maart      | Reel 2 Real                         | I Like to Move It               | 1(4wk)                    |
| 1252 | 12 maart     | K7                                  | Come Baby Come                  | 13                        |
| 1253 | 19 maart     | Roxette                             | Sleeping in My Car              | 15                        |
| 1254 | 26 maart     | Atlantic Ocean                      | Waterfall                       | 2                         |
| 1255 | 2 april      | Culture Beat                        | World in Your Hands             | 10                        |
| 1256 | 9 april      | Sonic Surfers                       | Don't Give It Up                | 10                        |
| 1257 | 16 april     | Whigfield                           | Saturday Night                  | 7                         |
| 1258 | 23 april     | Touch of Culture & Rocca            | Doo Wop Sh'bob                  | 13                        |
| 1259 | 30 april     | Toni Braxton                        | Another Sad Love Song           | 23                        |
| 1260 | 7 mei        | Crystal Waters                      | 100% Pure Love                  | 11                        |
| 1261 | 14 mei       | 2 Unlimited                         | The Real Thing                  | 1(2wk)                    |
| 1262 | 21 mei       | Daryl Hall & The Sound Of Blackness | Gloryland                       | 32                        |
| 1263 | 28 mei       | Johan & De Groothandel              | As Dick me hullep nodig heb     | 1(2wk)                    |
| 1264 | 4 juni       | Youssou N'Dour & Neneh Cherry       | 7 Seconds                       | 2                         |
| 1265 | 11 juni      | 2 Brothers On The 4th Floor         | Dreams (Will Come Alive)        | 1(4wk)                    |
| 1266 | 18 juni      | The BC 52's                         | (Meet) The Flintstones          | 4                         |
| 1267 | 25 juni      | Mariah Carey                        | Anytime You Need a Friend       | 10                        |
| 1268 | 2 juli       | Inner Circle                        | Games People Play               | 8                         |
| 1269 | 9 juli       | Atlantic Ocean                      | Body in Motion                  | 12                        |
| 1270 | 16 juli      | TNN                                 | La Cucamarcha                   | 3                         |
| 1271 | 23 juli      | CJ Lewis                            | Everything Is Alright (Uptight) | 16                        |
| 1272 | 30 juli      | Rednex                              | Cotton Eye Joe                  | 1(2wk)                    |
| 1273 | 6 augustus   | Double You                          | Run to Me                       | 15                        |
| 1274 | 13 augustus  | Lick & Kentucky Martha              | Got to Move Your Body           | 20                        |
| 1275 | 20 augustus  | Boyz II Men                         | I'll Make Love to You           | 4                         |
| 1276 | 27 augustus  | Spanic                              | Sister Golden Hair              | 7                         |
| 1277 | 3 september  | Mo-Do                               | Eins, Zwei, Polizei             | 2                         |
| 1278 | 10 september | Luther Vandross & Mariah Carey      | Endless Love                    | 4                         |
| 1279 | 17 september | De Dijk                             | Als ze er niet is               | 5                         |
| 1280 | 24 september | 2 Unlimited                         | No One                          | 2                         |
| 1281 | 1 oktober    | Cappella                            | Move It Up                      | 6                         |
| 1282 | 8 oktober    | Madonna                             | Secret                          | 15                        |
| 1283 | 15 oktober   | Wet Wet Wet                         | Goodnight Girl '94              | 11                        |
| 1284 | 22 oktober   | Pato Banton & Ali Campbell          | Baby Come Back                  | 3                         |
| 1285 | 29 oktober   | 2 Brothers On The 4th Floor         | Let Me Be Free                  | 6                         |
| 1286 | 5 november   | René Froger                         | Here in My Heart                | 8                         |
| 1287 | 12 november  | Marco Borsato                       | Waarom nou jij                  | 1(1wk)                    |
| 1288 | 19 november  | Rednex                              | Old Pop in an Oak               | 6                         |
| 1289 | 26 november  | Boyz II Men                         | On Bended Knee                  | 18                        |
| 1290 | 3 december   | Doop                                | Huckleberry Jam                 | 19                        |
| 1291 | 10 december  | U96                                 | Love Religion                   | 9                         |
| 1292 | 17 december  | Guns N' Roses                       | Sympathy for the Devil          | 10                        |
| 1293 | 24 december  | Talk Of The Town                    | The La La Song                  | 4                         |
| -    | 31 december  | geen Alarmschijf                    | geen Alarmschijf                | geen Alarmschijf          |

1969 ·
1970 ·
1971 ·
1972 ·
1973 ·
1974 ·
1975 ·
1976 ·
1977 ·
1978 ·
1979 ·
1980 ·
1981 ·
1982 ·
1983 ·
1984 ·
1985 ·
1986 ·
1987 ·
1988 ·
1989 · 
1990 · 
1991 · 
1992 · 
1993 · 
1994 · 
1995 · 
1996 · 
1997 · 
1998 · 
1999 · 
2000 · 
2001 · 
2002 · 
2003 · 
2004 · 
2005 · 
2006 · 
2007 · 
2008 · 
2009 ·
2010 ·
2011 ·
2012 ·
2013 ·
2014 ·
2015 ·
2016 ·
2017 ·
2018 ·
2019 ·
2020 ·
2021 ·
2022 ·
2023 ·
2024 ·
2025